# The Uplift Mofo Party Plan
The Uplift Mofo Party Plan (с англ. — «План Прокачки Грёбаной Вечеринки») — третий студийный альбом американской рок-группы Red Hot Chili Peppers, вышедший  29 сентября 1987 года на лейбле EMI.

## Об альбоме
В записи диска в последний раз участвовали все четыре участника оригинального состава группы: вокалист Энтони Кидис, басист Фли, гитарист Хиллел Словак и барабанщик Джек Айронс. После промотура в поддержку альбома Хиллел Словак умер от передозировки героина, а Джек Айронс покинул группу. Запись The Uplift Mofo Party Plan проходила в студиях Capitol Studios и Eldorado Recording Studios Голливуд, Калифорния, США. Процесс записи был трудным, Энтони Кидис часто пропускал сессии из-за поиска наркотиков, однако, как ни странно, группа осталась довольна своей работой над пластинкой. Фли позже охарактеризовал этот альбом, как «the rockingest record» из когда-либо сделанных группой.
Воссоединение четырёх оригинальных членов группы оказало большое влияние на тексты альбома. Лирика большинства песен о дружбе участников группы и их жизни в Лос-Анджелесе. Кидис объяснил, что «много ликования в их лирике того периода от их чувства общности, от их воссоединения».
The Uplift Mofo Party Plan стал первым альбом группы, который попал в Billboard 200. Диск занял 148-е место в американском чарте.

## Список композиций
Слова и музыка всех песен — Энтони Кидис, Фли, Хиллел Словак и Джек Айронс, кроме указанных иначе.
| №                   | Название             | Автор(ы)                                   | Перевод                   | Длительность |
| ------------------- | -------------------- | ------------------------------------------ | ------------------------- | ------------ |
| 1.                  | «Fight Like a Brave» |                                            | Сражайся как Храбрец      | 3:52         |
| 2.                  | «Funky Crime»        |                                            | Преступление в Стиле Фанк | 2:59         |
| 3.                  | «Me and My Friends»  |                                            | Я и Мои Друзья            | 2:57         |
| 4.                  | «Backwoods»          |                                            | Глушь                     | 3:06         |
| 5.                  | «Skinny Sweaty Man»  |                                            | Тощий Потный Мужик        | 1:15         |
| 6.                  | «Behind the Sun»     | Кидис, Фли, Словак, Айронс, Майкл Бейнхорн | За Солнцем                | 4:39         |
| Общая длительность: | Общая длительность:  | Общая длительность:                        | Общая длительность:       | 18:48        |

| №                   | Название | Автор(ы)                           | Перевод                                                  | Длительность |
| ------------------- | --- | ---------------------------------- | -------------------------------------------------------- | ------------ |
| 7.                  | «Subterranean Homesick Blues» (кавер на песню Боба Дилана)                                                     | Боб Дилан                          | Подземный Блюз Тоски по Дому                             | 2:32         |
| 8.                  | «Party on Your Pussy» (Название подвергнуто цензуре, в оригинальном трек-листе — «Special Secret Song Inside») |                                    | Вечеринка на Твоей Киске (Особая Секретная Песня Внутри) | 3:14         |
| 9.                  | «No Chump Love Sucker»                                                                                         |                                    | Не Болван, Падкий на Любовь                              | 2:40         |
| 10.                 | «Walkin' on Down the Road»                                                                                     | Кидис, Фли, Словак, Клифф Мартинез | Иду Дальше по Дороге                                     | 3:48         |
| 11.                 | «Love Trilogy»                                                                                                 |                                    | Любовная Трилогия                                        | 2:39         |
| 12.                 | «Organic Anti-Beat Box Band»                                                                                   |                                    | Органичная Анти-Бит-Бокс-Группа                          | 4:03         |
| Общая длительность: | Общая длительность:                                                                                            | Общая длительность:                | Общая длительность:                                      | 18:56        |

| №                   | Название                                    | Длительность |
| ------------------- | ------------------------------------------- | ------------ |
| 13.                 | «Behind the Sun» (Инструментальное демо)    | 2:54         |
| 14.                 | «Me and My Friends» (Инструментальное демо) | 2:06         |
| Общая длительность: | Общая длительность:                         | 5:00         |

## Участники записи
| Red Hot Chili Peppers - Энтони Кидис — вокал - Хиллел Словак — гитара, ситар (6), вокодер, бэк-вокал - Фли — бас-гитара, бэк-вокал - Джек Айронс — ударные, бэк-вокал Дополнительный персонал - Майкл Бейнхорн — бэк-вокал - Джон Норвуд Фишер — бэк-вокал - Дэвид Кендли — бэк-вокал - Анджело Мур — бэк-вокал - Энни Ньюман — бэк-вокал | Продюсирование - Майкл Бейнхорн — продюсер - Джон Потокер — сведение - Рассел Брейчер — помощник по сведению - Стэн Катаяма — помощник по сведению - Джуди Клэпп — звукорежиссёр - Хоуи Вайнберг — мастеринг Оформление - Нельс Исраэльсон — фотографии - Генри Маркес — арт-директор - Гари Пантер — иллюстрация на обложке |